# Gonydactylus markuscombaii
Gonydactylus markuscombaii är en ödleart som beskrevs av  Darevsky, Helfenberger ORLOV och SHAH 1998. Gonydactylus markuscombaii ingår i släktet Gonydactylus och familjen geckoödlor. Inga underarter finns listade i Catalogue of Life.